# Ashton (Idaho)
Ashton é uma cidade localizada no estado americano de Idaho, no Condado de Fremont.

## Demografia
Segundo o censo americano de 2000, a sua população era de 1129 habitantes. 
Em 2006, foi estimada uma população de 1092, um decréscimo de 37 (-3.3%).

## Geografia
De acordo com o United States Census Bureau tem uma área de 
1,4 km², dos quais 1,4 km² cobertos por terra e 0,0 km² cobertos por água. Ashton localiza-se a aproximadamente 1603 m acima do nível do mar.

## Localidades na vizinhança
O diagrama seguinte representa as localidades num raio de 28 km ao redor de Ashton. 